# Sainte-Radegonde (Aveyron)
Sainte-Radegonde è un comune francese di 1 685 abitanti situato nel dipartimento dell'Aveyron nella regione dell'Occitania.

## Società

### Evoluzione demografica
Abitanti censiti